# مايكل بيتر سميث (مغن مؤلف)
مايكل بيتر سميث (بالإنجليزية: Michael Peter Smith)‏ هو مغن مؤلف أمريكي، ولد في 7 سبتمبر 1941 في أورانج الجنوبية ‏ في الولايات المتحدة.

## وصلات خارجية
- مايكل بيتر سميث على موقع ميوزك برينز (الإنجليزية)
- مايكل بيتر سميث على موقع قاعدة بيانات برودواي على الإنترنت (الإنجليزية)
- مايكل بيتر سميث على موقع ديسكوغز (الإنجليزية)